# Herb gminy Lipce Reymontowskie
Herb gminy Lipce Reymontowskie – jeden z symboli gminy Lipce Reymontowskie, ustanowiony 18 czerwca 1998.

## Wygląd i symbolika
Herb przedstawia na tarczy dzielonej w rosochę w polu górnym czerwonym otwartą srebrną księgę, w polu lewym złotym zieloną lipę z dziewięcioma korzeniami, natomiast w polu prawym zielonym dwa złote kłosy zboża, a nad nimi krzyż tego samego koloru. Elementy herbu nawiązują do powieści Chłopi Władysława Reymonta, krzyż dodatkowo do historii miejscowości, kłosy zboża do rolniczego charakteru gminy, lipa do jej nazwy, a jej korzenie do dziewięciu sołectw. 